# 绍夫灵
绍夫灵是德国巴伐利亚州的一个市镇。总面积25.42平方公里，总人口1525人，其中男性751人，女性774人（2011年12月31日），人口密度60人/平方公里。